# جي.992.5

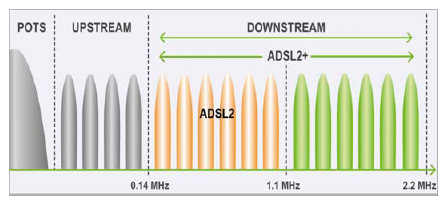

جي.992.5 يُشار إليه أيضا باسم ADSL+2، هو نوع من أنواع خط اشتراك رقمي غير متماثل( ADSL) وهو يأتي بالمرتبة المتوسطة من حيث الجودة والأول بالقائمة هو VDSL، ويدعم سرعة تحميل تصل إلى 20 ميغابت في الثانية، ويدعم سرعة رفع تصل إلى 3.5 ميغابت بالثانية.

## مرجع
1. ↑  "ITU-T Recommendation database". ITU (بالإنجليزية). Archived from the original on 2016-11-04. Retrieved 2019-12-05.